# Naugatuck
Naugatuck és una població dels Estats Units a l'estat de Connecticut. Segons el cens del 2005 tenia 31.864 habitants.

## Fills il·lustres
- Charles Henry Porter (1856-1922), compositor, mestre de cors i agent d'assegurances.

## Demografia
Segons el cens del 2000, Naugatuck tenia 30.989 habitants, 11.829 habitatges, i 8.292 famílies. La densitat de població era de 730 habitants/km².
Dels 11.829 habitatges en un 36,3% hi vivien nens de menys de 18 anys, en un 53,3% hi vivien parelles casades, en un 12,8% dones solteres, i en un 29,9% no eren unitats familiars. En el 24,9% dels habitatges hi vivien persones soles el 9,6% de les quals corresponia a persones de 65 anys o més que vivien soles. El nombre mitjà de persones vivint en cada habitatge era de 2,6 i el nombre mitjà de persones que vivien en cada família era de 3,13.
Per edats la població es repartia de la següent manera: un 26,9% tenia menys de 18 anys, un 7,3% entre 18 i 24, un 33,1% entre 25 i 44, un 21% de 45 a 60 i un 11,7% 65 anys o més.
L'edat mediana era de 36 anys. Per cada 100 dones de 18 o més anys hi havia 90,5 homes.
La renda mediana per habitatge era de 51.247 $ i la renda mediana per família de 59.286 $. Els homes tenien una renda mediana de 42.103 $ mentre que les dones 29.971 $. La renda per capita de la població era de 22.757 $. Aproximadament el 0,9% de les famílies i l'1,4% de la població estaven per davall del llindar de pobresa.

## Poblacions més properes
El següent diagrama mostra les poblacions més properes.